# TrueCombat: Elite
TrueCombat: Elite (TC:E of TC:Elite) is een zogenaamde total-conversion op het gratis multiplayer spel Wolfenstein: Enemy Territory. Het spel wordt ontwikkeld door Team Terminator en Groove Six Studios en het behoort tot het genre tactische first-person schooter met hedendaagse scenarios. TC:E kan gespeeld worden op Windows, Linux en Mac besturingssystemen.
TrueCombat:Elite, evenals het platform Enemy Territory, is geheel gratis te downloaden op het internet.

## Spelervaring

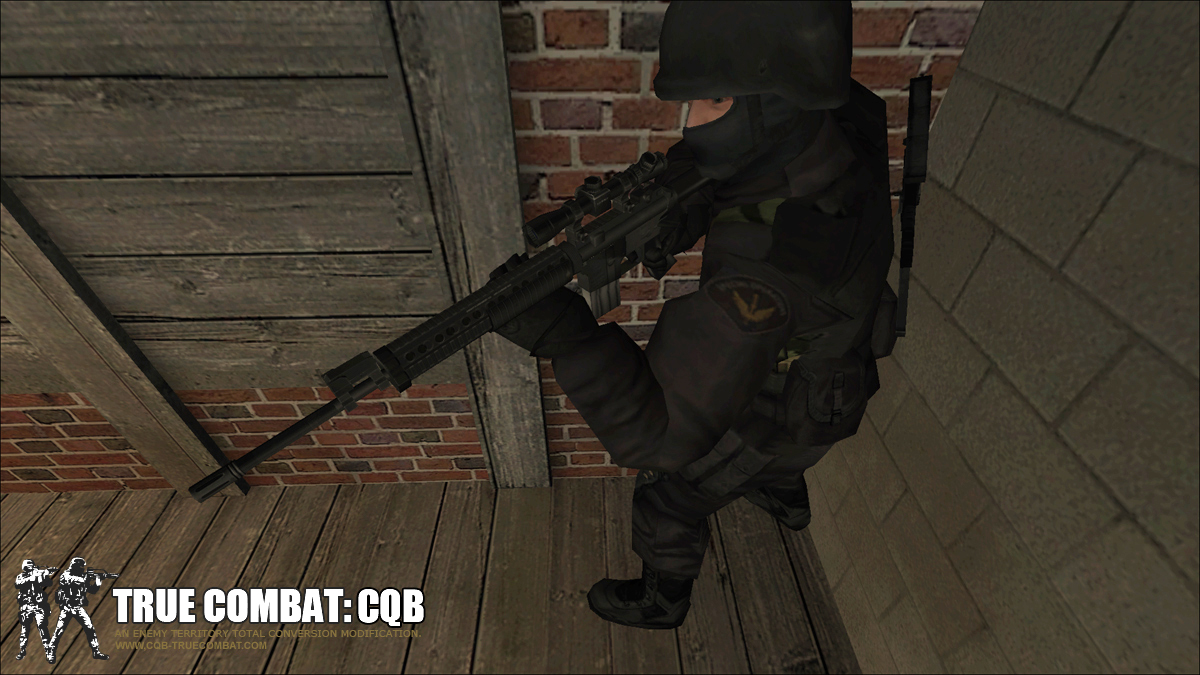

Anders dan andere shooters richt je met TC:E door het vizier van je wapen, er is geen kunstmatig richtkruis (crosshair) in het spel. De wapens reageren als in het echt, hierdoor kan de speler het zich niet permitteren fouten te maken. De nadruk in TC:E ligt op samenwerking en goede communicatie.
TC:E maakt gebruik van hoge resolutie textures en geluid (44 kHz) evenals HDR belichting en veranderingen in licht/donker worden geregistreerd door het spel en de ogen van de speler worden dynamisch aangepast aan deze variaties.
Desalniettemin is TrueCombat:Elite toegankelijk voor ook minder snelle computers, het gebruik van de Quake 3-Engine staat toe de hoeveelheid texture geheugen en detail terug te schroeven om het spel sneller te laten draaien.

### Mogelijkheden
- "Iron sights aiming", om te richten moet je eerst het wapen omhoog brengen om door het vizier te kunnen kijken.
- "Free aim", wanneer je richt bevindt het wapen zich niet statisch in het midden en het beweegt mee terwijl je richt alvorens je links of rechts kijkt.
- Geavanceerd ballistisch systeem, de mogelijkheid om door objecten heen te schieten.
- "Free climbing", dit biedt de speler de mogelijkheid objecten te beklimmen.
- Realistische omgevingen.

### Realisme
TC:E tracht de werkelijkheid op zo veel mogelijk punten na te bootsen. Alle wapens in TrueCombat:Elite worden in de werkelijkheid gebruikt door anti-terreureenheden en andere militaire instituties (zo worden het GLOCK pistool en het Blaser R93 scherpschuttersgeweer gebruikt door Nederlandse politie eenheden). De speler de mogelijkheid zich te verschuilen door op de grond te liggen of kan hij links of rechts om een hoek leunen om zijn silhouet zo veel mogelijk te verbergen.
De wapens zijn geprogrammeerd met de intentie van een schietsimulator, de wapens reageren dan ook zoals in het echt met terugslag en een verlies van stabiliteit wanneer je loopt. Het is dan ook mogelijk een vijand om te brengen met één goed gericht schot in het hoofd, of een salvo in de torso.

### Speeltypes
Objective
Objective is het speltype waar de tactische aard van het spel het meest bovendrijft. De speler heeft per ronde 1 leven en een teamdoel, de SpecOps bewaken 2 doelen in de omgeving en de Terroristen trachten deze op te blazen met het C4 explosief.
Bodycount
In het speltype bodycount speel je samen met je team en je probeert zo veel mogelijk vijanden uit te schakelen. Als de speler sterft wordt hij na een korte pauze teruggeplaatst in het spel en kan hij opnieuw de strijd aan. Het spel eindigt als je team een bepaalde score heeft behaald.
Reinforced objective
Deze spelmodus maakt gebruik van het zogenaamde "Capture the flag" -principe, beide teams hebben een vlag in hun basis, het is aan de speler de taak deze vlag te veroveren en vervolgens samen te voegen met de vlag in zijn eigen basis.

### Maps (kaarten)
- Northport, Liverpool, Verenigd Koninkrijk
- Railhouse, Detroit, Verenigde Staten
- Stadtrand, Hamburg, Duitsland
- Village, Nikustak, Macedonië
- Snow, Kamchatka, Rusland
- Delta, IJmuiden, Nederland
- Eiffeltoren, Parijs, Frankrijk

### Modificaties
Naast het spel TC:E worden er ook een aantal mods ontwikkeld door de online gemeenschap. Naast maps zijn er een aantal extra wapens te downloaden, deze wapens zijn beschikbaar als ze geïnstalleerd worden op de game server.
De volgende wapens zijn te downloaden voor TC:Elite:
Heckler & Koch MP7, Heckler & Koch G36, IMI UZI, Walther PPK, en anderen.
Ook zijn er servers die de uitrustingsmogelijkheden aanpassen. Zo zijn er servers waar je alle standaard wapens kan kiezen onafhankelijk van je AA-niveau of in welk team je bent. Ook is er een toegewijde scherpschuttersserver met een scherpschuttersomgeving.

## Teams
In TC:Elite nemen de SpecOps (Special Operation Forces, de Bijzondere Bijstands Eenheid) het op tegen de Terroristen. Beide teams hebben hun eigen wapenarsenaal. In de spelmodus "Objective" trachten de terroristen doelen in de spelomgeving uit te schakelen met behulp van een C4 explosief. Het is aan de SpecOps de taak de terroristen uit te schakelen en het explosief te ontmantelen.
De teams bestaan uit de volgende klassen.
Aanvalseenheid (Assault)
Deze leden hebben toegang tot de aanvalsgeweren, de vol-automatische geweren met het grootste kaliber en mondingssnelheid. De spelers beginnen het spel met de aanvalshandgranaat. Tevens hebben deze eenheden toegang tot het Desert Eagle pistool met het zwaare 0.50 inch (12,7 mm) Action Express kaliber.
Verkenningseenheid (Recon oftewel reconnaissance)
De verkenningseenheden zijn iets sneller ter voet dan de andere klassen. Zij hebben toegang tot de machinepistolen, deze wapens hebben over het algemeen een iets hogere vuursnelheid, maar de kogels zijn van een minder groot kaliber waardoor de kogels minder krachtig zijn. Deze spelers krijgen bij het begin van het spel de afleidingshandgranaat en een rookhandgranaat.
Scherpschutterseenheid (Sniper)
De scherpschutter is de langzaamste speler. Hij heeft toegang tot de scherpschuttersgeweren met richtkijker en het Desert Eagle pistool naast het standaard pistool. De taak van de scherpschutter is vooral defensief maar zijn rol kan aan het begin van het spel ook vaak offensief gebruikt worden. De scherpschutter heeft toegang tot de
rookhandgranaat.

### Uitrusting
De wapens in TC:E zijn toegankelijk via het zogenaamde Armament Availability-systeem, dit betekent dat de beschikbaarheid in wapens toeneemt naarmate je meer betekent voor je team. Het AA-niveau van de speler neemt ook toe door een aantal ronden mee te spelen. Per map (kaart) of per match worden de AA-niveaus gereset voor alle spelers.
Beide teams hebben toegang tot het mes, de MK3A2 aanvalshandgranaat, de M83 rookhandgranaat en de XM84 afleidingshandgranaat. De verkenningseenheden in beide teams kunnen hun granaten inruilen voor de zogenaamde Techkit, hiermee kan de speler de explosieven sneller plaatsen of ontmantelen afhankelijk van hun teamdoelen. Verder hebben de teams toegang tot de volgende wapens:
| SpecOps                 | Terroristen                               |
| ----------------------- | ----------------------------------------- |
| Hagelgeweren:           |                                           |
| Mossberg M590 Compact   | Mossberg M590 Compact                     |
| Benelli M3 Super 90     | SPAS-12                                   |
| Pistoolmitrailleurs:    |                                           |
| Heckler & Koch MP5/40   | Mac M10 (ev. geluiddemper)                |
| Heckler & Koch MP5SD    | -                                         |
| Heckler & Koch UMP45    | -                                         |
| Aanvalsgeweren:         |                                           |
| Colt M4                 | Izhmash AKs-74U (ev. BG-150 geluiddemper) |
| Colt SOPMOD             | AK-47                                     |
| Colt M16A2              | AK-74 SpetsNaz                            |
| -                       | SIG 552                                   |
| Scherpschuttersgeweren: |                                           |
| Heckler & Koch PSG-1    | Zastava M76                               |
| Colt SPR                | SIG 550                                   |
| Blaser 93 LR2 Tactical  | Remington SR-8                            |
| Pistolen:               |                                           |
| Beretta 92F             | Glock 18                                  |
| IMI Desert Eagle        | IMI Desert Eagle                          |